# Danh sách phim truyền hình Đài Phỉ Thúy (năm 2019)
Danh sách này liệt kê các bộ phim được phát sóng bởi Đài Phỉ Thúy TVB năm 2019.

## Từ thứ Hai đến thứ Sáu (khung giờ Phi Hoàng Kim)

### Khung phim buổi sáng (1)
Phát sóng 10:00-10:30 từ thứ Hai đến Sáu giờ Hong Kong (trừ khi có quy định khác, chương trình phát sóng sẽ tạm ngưng vào các ngày lễ)
| Ngày phát sóng | Tên phim truyền hình                                  | Số tập | Diễn viên chính                  | Giám chế                         | Trang web                        | Ca khúc                          | Ghi chú |
| --- | ----------------------------------------------------- | ------ | -------------------------------- | -------------------------------- | -------------------------------- | -------------------------------- | --- |
| Tiếp năm 2018 28/11- 25/01 | Thiên vương quần anh hội 千王群英會 The Shell Game II | 20     | Phát lại phim：Phim TVB năm 1981 | Phát lại phim：Phim TVB năm 1981 | Phát lại phim：Phim TVB năm 1981 | Phát lại phim：Phim TVB năm 1981 | Mỗi lần phát sóng nửa tập, không có phụ đề tiếng Trung cho mỗi tập |
| Từ ngày 28/01 đến 08/02 bởi vì phát sóng chương trình ăn uống 《Cao thủ qua chiêu》, không có bộ phim nào được phát sóng vào thời điểm này. |                                                       |        |                                  |                                  |                                  |                                  | |
| 11/02-Tiếp năm 20 | Chân tình 真情 A Kindred                              | 1128   | Phát lại phim: Phim TVB năm 1995 | Phát lại phim: Phim TVB năm 1995 | Phát lại phim: Phim TVB năm 1995 | Phát lại phim: Phim TVB năm 1995 | Không có phụ đề tiếng Trung cho mỗi tập Tạm dừng phát sóng chương trình ngày 5/3, 5/4, 19, 22, 1/5, 13, 7/6, 1/7, 1/10, 7, 20/12, 25 và 26, ngày 5/8 chương trình phát sóng đầu bị cắt vì phát sóng tin tức báo chí đặc biệt, ngày 6/8 phát sóng cùng 1 tập |

### Khung phim buổi sáng (2)
Phát sóng 10:30-11:30 từ thứ Hai đến thứ Sáu giờ Hong Kong (trừ khi có quy định khác, đều là chế tác HD, chương trình phát sóng sẽ tạm ngưng vào các ngày lễ)

### Khung phim buổi trưa
Phát sóng 11:45-12:45 từ thứ Hai đến thứ Sáu giờ Hong Kong, phát lại 03:30-04:30 từ thứ Ba đến thứ Bảy (phát lại 03:45-04:40 từ 25/06). (trừ khi có quy định khác, chương trình phát sóng sẽ tạm ngưng vào các ngày lễ)

### Khung phim buổi chiều
Phát sóng 14:45-15:45 từ thứ Hai đến thứ Sáu giờ Hong Kong

## Từ thứ Hai đến thứ Sáu (khung giờ Hoàng Kim)

### Khung phim mua ngoài
Phát sóng 19:00-19:30 từ thứ Hai đến thứ Sáu giờ Hong Kong (trừ khi có quy định khác, đều là chế tác HD)

### Phim tuyến 1
Phát sóng 20:00-20:30 từ thứ Hai đến thứ Sáu giờ Hong Kong (trừ khi có quy định khác, đều là chế tác HD)
| Ngày phát sóng                 | Tên phim truyền hình                                                              | Số tập     | Diễn viên chính | Giám chế       | Trang web | Ca khúc                                                                               | Ghi chú                           |
| ------------------------------ | --------------------------------------------------------------------------------- | ---------- | --- | -------------- | --------- | ------------------------------------------------------------------------------------- | --------------------------------- |
| Tiếp năm 18 Cả năm Tiếp năm 20 | Mái ấm gia đình 4/ Ái Hồi gia chi Khai tâm tốc đệ 愛·回家之開心速遞 Lo And Behold | 259 (1100) | Lưu Đan, Đơn Lập Văn, Thang Doanh Doanh, Lữ Tuệ Nghi, Tô Vận Tư, Châu Gia Lạc, Mã Quán Đông, Ngô Vĩ Hào、Đằng Lệ Danh, La Lạc Lâm, Lâm Thục Mẫn, Hứa Gia Kiệt | Lâm Kiến Tường | Trang web | Ở trong tim (Huỳnh Tâm Dĩnh) (Tập 558-605) Khai tâm tốc đệ (Nhiều ca sĩ) (Từ tập 606) | Tạm dừng phát sóng vào ngày 5-6/2 |

### Phim tuyến 2
Phát sóng 20:30-21:30 từ thứ Hai đến thứ Sáu giờ Hong Kong (trừ khi có quy định khác, đều là chế tác HD)
| Ngày phát sóng           | Tên phim truyền hình                                                  | Số tập | Diễn viên chính | Giám chế                 | Trang web                                                       | Ca khúc | Ghi chú |
| ------------------------ | --------------------------------------------------------------------- | ------ | --- | ------------------------ | --------------------------------------------------------------- | --- | --- |
| Tiếp năm 18 24/12- 02/02 | Thủ hộ thần chi Điều tra bảo hiểm 守護神之保險調查 Guardian Angel     | 36     | Miêu Kiều Vỹ, Huỳnh Tông Trạch, Lưu Tâm Du, Từ Tử San, Ngô Đại Dung, Hứa Thiệu Hùng                                                    | Chung Thụ Giai           | Trang web                                                       | Mở: Thế gian (Huỳnh Lệ Linh) Kết: Thủ hộ nhân (Ngô Nghiệp Khôn) Đệm: Người bạn tâm giao (Huỳnh Phẩm Quán) Đệm: Người bạn tâm giao (Hoàng Linh) | Phim mạng hợp tác Trung Cảng Phim mua ngoài (Ái Kỳ Nghệ, Thiệu Thị Huynh Đệ） Tạm dừng phát sóng 5,12/1 |
| 04/02- 14/04             | Hạo Lan truyện 皓鑭傳 The Legend of Hao Lan                           | 62     | Ngô Cẩn Ngôn, Nhiếp Viễn, Mao Tử Tuấn, Ninh Tĩnh, Vương Chí Phi, Hải Linh, Hồng Nghiêu, Khương Tử Tân                                  | Vu Chính                 | Trang web                                                       | Mở: Không cam lòng (Cúc Tử Kiều) | Phim mua ngoài (Trung Quốc Hoan Ngu ảnh thị） Tạm dừng phát sóng ngày 5/2,2,16/3, từ 6/2 thay đổi phát sóng đến 20:35-21:30, từ 20/3 thay đổi phát sóng đến 20:30-21:30 (chỉ phát 1 tập), phát sóng tập 61-62 (tập cuối) từ 14/4 21:30-23:30 |
| 15/04- 21/06             | Ỷ thiên đồ long ký 倚天屠龍記 Heavenly Sword and Dragon Slaying Saber | 50     | Tăng Thuấn Hy, Trần Ngọc Kỳ, Chúc Tự Đan                                                                                               | Hàn Chí Kiệt Tôn Hải Đào | Trang web                                                       | Mở: Được mất trong nụ cười (Tạ Đông Mẫn) Kết: Anh chính là thiên hạ (Cúc Tử Kiều)                                                              | Phim mua ngoài (Trung Quốc Hoa Hạ thị thính） |
| 24/06- 19/07             | Ngày tốt lành 好日子 As Time Goes By                                  | 20     | Huỳnh Trí Hiền, Trần Vỹ, Trương Đạt Luân, Huỳnh Thục Nghi, Lý Quốc Lân, Xa Uyển Uyển                                                   | Phan Gia Đức             | Trang web                                                       | Mở: Có bạn thật tốt (Đàm Gia Nghi, Lâm Sư Kiệt, Ngũ Phú Kiều)                                                                                  | Phim quảng bá TVB Amazing Summer |
| 22/07- 30/08             | Kỳ án Bao Thanh Thiên 包青天再起風雲 Justice Bao：The First Year      | 30     | Đàm Tuấn Ngạn, Hồ Định Hân, Tào Vĩnh Liêm, Trương Chấn Lãng, Diêu Tử Linh                                                              | Trang Vĩ Kiến            | Trang web                                                       | Mở: Minh nguyệt (Dung Tổ Nhi) | Phim quảng bá TVB Amazing Summer |
| 02/09- 04/10             | Đại gia hàng xóm 街坊財爺 My Life As Loan Shark                       | 25     | Trịnh Tắc Sĩ, Uyển Quỳnh Đan, Lê Nặc Ý, Huỳnh Trí Văn, Thiệu Mỹ Kỳ, Ngô Nghiệp Khôn                                                    | Lương Tài Viễn           | Trang web                                                       | Mở: Nhai phường tài gia (Ngô Nghiệp Khôn) Kết: Tình yêu vô giá (Ngô Nhược Hy)                                                                  | |
| 07/10- 15/11             | Truy tìm nàng giọng cao 牛下女高音 Finding Her Voice                  | 30     | Chung Cảnh Huy, Ngô Đại Dung, Cung Từ Ân, Trương Chấn Lãng, Huỳnh Tâm Dĩnh, Tưởng Chí Quang, Âu Thoại Vĩ, Tăng Vĩ Quyền, Trịnh Kính Cơ | Huỳnh Vĩ Thanh           | Trang web                                                       | Mở: Santa Lucia (Đoàn hợp xướng Hùng Hùng Nhi Đồng) Kết: Em sẽ nhớ anh (Hà Nhạn Thi) Đệm: Em quan trọng hơn anh (Ngô Đại Dung)                 | Phim khánh đài kỉ niệm 52 năm |
| 18/11- 03/01 Tiếp năm 20 | Phượng dịch 鳳弈 Legend of The Phoenix                                | 34     | Hà Hoằng San, Từ Chính Khê, Tào Hy Văn, Lê Diệu Tường                                                                                  | Tôn Trung Hoài           | Trang web Lưu trữ ngày 17 tháng 11 năm 2019 tại Wayback Machine | Mở: Bay lượn ngược sáng (Cúc Tử Kiều) | Phim mua ngoài (Trung Quốc Xí Nga ảnh thị, Trung Quốc Thượng Hải Hải Đường Quả ảnh nghiệp） Tạm dừng phát sóng 19/11 |

### Phim tuyến 3
Phát sóng 21:30-22:30 từ thứ Hai đến thứ Sáu giờ Hong Kong (trừ khi có quy định khác, đều là chế tác HD)

## Vào thứ Bảy

### Phim tuyến 1
Phát sóng 20:30-21:30 vào thứ Bảy giờ Hong Kong, phát lại 20:30-22:30 từ 01/06 (trừ khi có quy định khác, đều là chế tác HD)

### Phim tuyến 2
Phát sóng 21:30-22:30 vào thứ Bảy giờ Hong Kong, phát lại 20:30-22:30 từ 01/06 (trừ khi có quy định khác, đều là chế tác HD)